# Żarów
Żarów é um município da Polônia, na voivodia da Baixa Silésia e no condado de Świdnica. Estende-se por uma área de 6,16 km², com 6 864 habitantes, segundo os censos de 2016, com uma densidade de 975,0 hab/km².